# La Para
La Para é um município argentino do departamento Río Primero, na província de Córdoba.
Tem 4.360 habitantes e está situada a 150 km da cidade de Córdoba.